# Myurella
Myurella is een geslacht van weekdieren uit de klasse van de Gastropoda (slakken).

## Soorten
- Myurella affinis (Gray, 1834)
- Myurella cinctella (Deshayes, 1859)
- Myurella columellaris (Hinds, 1844)
- Myurella exiguoides (Schepman, 1913)
- Myurella flavofasciata (Pilsbry, 1921)
- Myurella hiscocki (Sprague, 2004)
- Myurella joserosadoi (Bozzetti, 2001)
- Myurella kilburni (R. D. Burch, 1965)
- Myurella lineaperlata Terryn & Holford, 2008
- Myurella monicae (Terryn, 2005)
- Myurella nathaliae (Drivas & Jay, 1988)
- Myurella nebulosa (G. B. Sowerby I, 1825)
- Myurella ningaloensis (Aubry, 1999)
- Myurella orientalis (Aubry, 1999)
- Myurella parkinsoni (Bratcher & Cernohorsky, 1976)
- Myurella paucistriata E. A. Smith, 1873
- Myurella rosacea (Pease, 1869)
- Myurella solangeae Bozzetti, 2015
- Myurella undulata (Gray, 1834)
- Myurella wellsilviae (Aubry, 1994)